# CART (Software)
CART ist eine kommerzielle Data-Mining-Software des US-amerikanischen Unternehmens Salford Systems. CART findet verbreitet Anwendung bei Versicherungen, Banken, in der Verwaltung und überall dort, wo große Datensätze bearbeitet werden müssen.

## Leistungsumfang
Die Software CART ist ein Datamining-Werkzeug. Die Software ist die originale Implementierung des Klassifikations- und Regressionsbaum-Algorithmus von Leo Breiman und ist auf die Durchführung dieses einen statistischen Verfahrens optimiert. Die erstellten Entscheidungsbäume können mit CART validiert und in Form von generiertem Code einiger Programmiersprachen exportiert werden.

## Betriebssysteme
CART ist für die Betriebssysteme Windows, Linux sowie die Unix-Derivate AIX, IRIX, HP/UX, Tru64 UNIX und Solaris auf verschiedenen Hardwareplattformen (i586, AMD64, Sun SPARC, RS/6000, Alpha, MIPS 4, HP 9000) verfügbar. Es stehen an eine bestimmte Workstation gebundene und im Netzwerk einsetzbare Floating-Lizenzen zur Verfügung.

## Alternativen
Alternativen zu CART sind die kommerziellen Produkte Answer Tree und JMP. Eine freie Alternative ist GNU R.